# Gaj Lewi
Gaj Lewi (ang. Guy Levy, hebr. ‏גיא לוי‎; ur. 8 września 1966 w Petach Tikwie) – izraelski piłkarz występujący na pozycji obrońcy, do niedawna trener Hapoel Ra’ananna, obecnie bez klubu. Wcześniej kierował Reprezentacją Izraela U21.

## Sukcesy

### Jako gracz
- Ligat ha’Al
  - Drugie miejsce (3): 1988-89, 1989-90, 1990-91
- Puchar Izraela
  - Zwycięzca (1): 1992
  - Drugie miejsce (1): 1991
- Toto Cup
  - Zwycięzca (3): 1985-86, 1989-90, 1990-91

### Jako trener
- Liga Leumit
  - Drugie miejsce (1): 1997-98
- Toto Cup
  - Zwycięzca (1): 2000-01
- Toto Cup Leumit
  - Zwycięzca (1): 2008-09
- Zakwalifikowany do Euro U21 w 2007